# L'Opričnik
L'Opričnik o L'ufficiale della guardia, è un'opera lirica in 4 atti e 5 scene, di Pëtr Il'ič Čajkovskij su suo libretto, tratto dalla tragedia omonima di Ivan Ivanovič Lažečnikov.

## Storia della composizione
Čajkovskij lavorò all'opera dal febbraio 1870 al marzo 1872. In essa vennero inserite delle musiche tratte dalla sua prima opera Il Voevoda (1869). L'opera venne dedicata al granduca Konstantin Nikolaevič Romanov, e la prima ebbe luogo al teatro Mariinskij di San Pietroburgo il 12 (24) aprile 1874. L'organico dell'orchestra era il seguente:
- Archi: violini I, violini II, viole, violoncelli e contrabbassi
- Legni: ottavino, 2 flauti, 2 oboi, corno inglese, 2 clarinetti (in si bemolle e la), 2 fagotti
- Ottoni: 4 corni (in fa), 2 trombe, 3 tromboni, tuba
- Percussioni: timpani, triangolo, piatti, grancassa
- Altro: arpa

## Trama
L'azione ha luogo a Mosca al tempo dell'Opričnina (1565-73).

### Atto I
Il giardino della dimora degli Žemčužnyj. Il principe Žemčužnyj promette in sposa la figlia Natal'ja al vecchio boiardo Mitkov, che per amore non chiederà alla sposa la dote. Ma Natal'ja è ancora innamorata del suo precedente fidanzato Andrej Morozov, al quale era legata fin dall'infanzia. Successivamente però tra le due famiglie sorse un odio implacabile, legato anche all'istituzione dell'Opričnina: la famiglia Morozov fa parte dell'antica nobiltà feudale, oggetto delle persecuzioni degli opričniki. Andrej, per compiacere il principe Žemčužnyj ed ottenere la mano di sua figlia, decide di seguire il consiglio del suo amico Basmanov ed entrare negli opričniki.

### Atto II
Scena prima L'isba dove Andrej vive con la madre dopo che la loro famiglia è caduta in disgrazia. Andrej torna a casa con i soldi ricevuti da Basmanov, ma la madre, piena di odio e di sdegno verso gli opričniki, li rifiuta. Andrej decide così, per tranquillizzarla, di non rivelarle il suo proposito di recarsi dallo zar per chiedere di entrare a far parte degli opričniki.
Scena seconda La residenza dello zar ad Aleksandrov. Andrej, in preda a grande sofferenza e titubanza, entra nell'Opričnina: a forza giura di rinnegare tutta la sua vita precedente e ripudiare sua madre ed i suoi parenti. Il principe Vjaz'minskij, mortale nemico dei Morozov, che assiste alla cerimonia, nota con piacere il tormento interiore di Andrej ed inizia a pensare a come tendergli una trappola.

### Atto III
In una piazza di Mosca. Natal'ja, fuggita dal padre e dall'odiato promesso sposo, chiede protezione ai Morozov, ma l'anziana vedova gliela rifiuta. Il principe Žemčužnyj, adirato con la figlia, la cattura e la fa legare dai suoi servi, quando arrivano Andrej e Basmanov alla testa degli opričniki e liberano la ragazza. La vedova, vedendo che suo figlio è diventato un opričnik, lo maledice. Andrej ne è così turbato che decide di andare dallo zar per chiedergli di poter uscire dagli opričniki.

### Atto IV
La residenza dello zar ad Aleksandrov. Si celebrano le nozze tra Andrej e Natal'ja. Anche se lo zar ha accolto la richiesta di Andrej, quest'ultimo è però legato dal giuramento di obbedienza fino alla mezzanotte. Giunge Vjaz'minskij con un ordine dello zar: egli vuole per sé la bella Natal'ja. Invano Basmanov tenta di convincere Andrej che si vuole solo mettere alla prova la sua fedeltà: egli si rifiuta di eseguire l'ordine, infrangendo il giuramento.
Sulla piazza deserta c'è un patibolo: Vjaz'minskij conduce la vedova Morozova per mostrarle il figlio giustiziato e lei, a quella vista, cade morta. Un lugubre e solenne coro finale celebra il terribile zar.

## Struttura dell'opera
- Introduzione

### Atto I
- 1 Scena
- 2 Coro delle fanciulle e canzone di Natal'ja
- 3 Scena e coro
- 4 Scena e coro degli opričniki
- 5 Recitativo e arioso di Basmanov
- 6 Arioso di Natal'ja e girotondo

### Atto II
- Intermezzo[2]

Scena prima
- 7 Scena e aria di Morozova
- 8 Scena e duetto di Andrej e Morozova

Scena seconda
- 9 Preludio, scena, aria di Vjaz'minskij, arioso di Andrej, scena e finale

### Atto III
- Intermezzo
- 10 Coro di popolani
- 11 Recitativo, coro di ragazzi e duetto di Natal'ja e Morozova
- 12 Scena e arioso di Natal'ja
- 13 Finale, quartetto e coro finale

### Atto IV
- 14 Coro nuziale
- 15 Danze di opričniki e donne
- 16 Recitativo, coro e duetto di Andrej e Natal'ja
- 17 Coro e scena
- 18 Scena e quartetto con coro
- 19 Scena finale

## Opere derivate
Arrangiamenti del compositore
- Pezzi per voce e pianoforte (1873)
- Marcia funebre su un tema de L'Opričnik (1877, perduta)

## Registrazioni
- 1980, Coro e Orchestra della Radio e Televisione centrale dell'URSS, direttore Gennadij Provatorov, con Vladimirov, Miličkina, Nikitina, Matorin, Kuznecov, Kotov, Klënov
- 2004, Orchestra e Coro del Teatro Lirico di Cagliari, direttore Gennadij Roždestvenskij, con Savenko, Grivnov, Durseneva, Ognovenko, De Mola, Uljanov, Dolenko, Lasoskaja